# Stephan Haisch

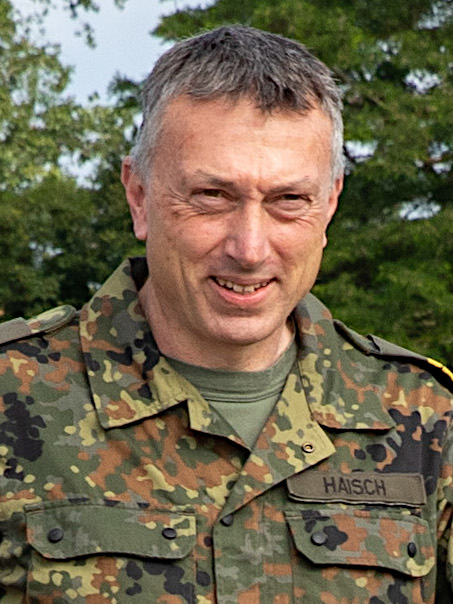
Stephan Haisch (2024)

Stephan Haisch (* 21. Februar 1967 in Geislingen an der Steige) ist ein Konteradmiral der Deutschen Marine und Kommandeur Einsatzkräfte Marine und Abteilungsleiter Operation im Marinekommando in Rostock.

## Militärische Laufbahn

### Ausbildung und erste Verwendungen
Haisch trat mit der Crew VII/86 in die Bundesmarine ein und absolvierte die einjährige Ausbildung zum Marineoffizier an der Marineschule Mürwik und auf dem Segelschulschiff Gorch Fock. Von 1987 bis 1991 studierte er Wirtschafts- und Organisationswissenschaften an der Universität der Bundeswehr in Hamburg. Es schloss sich 1991/92 eine Verwendung als III. Wachoffizier auf dem Schnellboot S42 Iltis im 3. Schnellbootgeschwader in Flensburg-Mürwik, sowie der Besuch der A-Lehrgänge an. Es folgten 1992 bis 1993 eine Verwendung als II. Wachoffizier, und als I. Wachoffizier auf den Schnellbooten S46 Fuchs (1993 bis 1994), und S41 Tiger (1994/95), alle im 3. Schnellbootgeschwader. Von 1995 bis 1997 war Haisch Adjutant beim Befehlshaber Wehrbereichskommando I / Kommandeur 6. Panzergrenadierdivision, Generalmajor Manfred Dietrich. 1997 bis 1998 war er Lehrgangsteilnehmer an der Erweiterten Fachausbildung (Fachteil Operation), bevor er von 1998 bis 2001 als Kommandant das Schnellboot S63 Geier aus dem 2. Schnellbootgeschwader führte. 2001 bis 2003 nahm Haisch am nationalen Generalstabslehrgang (43. Admiralstabslehrgang) an der Führungsakademie der Bundeswehr in Hamburg teil.

### Dienst als Stabsoffizier
Die erste Verwendung als Stabsoffizier führte Haisch 2003 bis 2005 in den Führungsstab der Marine nach Bonn, wo er als Referent Fü M I 2 (Personalplanung, Personalbedarf, Personalhaushalt, Nachwuchswerbung) eingesetzt war. Es folgte 2005 bis 2006 eine Truppenverwendung als Stabsoffizier S3A und Stellvertretender Kommandeur des 7. Schnellbootgeschwaders in Warnemünde (Hohe Düne). Von 2006 bis 2009 war er als Dezernent Abt. III 2 (Personalentwicklung/-führung der Offiziere im Truppendienst - Marine) im Personalamt der Bundeswehr in Köln eingesetzt. Von 2009 bis 2011 war er als Kommandeur des 7. Schnellbootgeschwaders wiederum in Führungsverantwortung. 2015/16 war er Chef des Stabes der Einsatzflottille 1 in Kiel. In letzter Verwendung als Stabsoffizier war Haisch als Referatsleiter Führung Streitkräfte I 6 (Personelle Grundsatzforderungen ) im Bundesministerium der Verteidigung in Berlin eingesetzt.

### Dienst als Flaggoffizier
Zum 1. April 2019 wurde Haisch zum stellvertretenden Kommandeur des (in Aufstellung befindlichen) German Maritime Forces Staff (DEU MARFOR) im Marinekommando in Rostock ernannt. Damit einher ging die (temporäre) Ernennung zum  Flottillenadmiral. Auf diesem Dienstposten folgte ihm im November 2023 Kapitän zur See Richard Kesten nach. Am 21. September 2023 übernahm Haisch von Konteradmiral Jürgen zur Mühlen den Dienstposten Kommandeur Einsatzkräfte Marine und Abteilungsleiter Operation im Marinekommando. Auf diesem Dienstposten erhielt er auch die Beförderung zum Konteradmiral. Seit dem 21. Oktober 2024 führt er den Stab Commander Task Force Baltic.

### Auslandseinsätze
- 11/09 – 03/10 UNIFIL Kommandeur DEU Einsatzkontingent

## Privates
Haisch ist verheiratet und hat drei Kinder.